# 蒙特勒堡
蒙特勒堡（法語：Montreux-Château，法語發音：[mɔ̃tʁø ʃato]），法国东北部市镇，位于勃艮第-弗朗什-孔泰大区贝尔福地区省，隶属于贝尔福区，其市镇面积为4.66平方公里，2022年1月1日时人口数量为1,167人，在法国城市中排名第8,592位。
蒙特勒堡位于贝尔福地区省东部，东侧与上莱茵省接壤，巴黎－米卢斯铁路由此通过并设有珀蒂克鲁瓦站。

## 地名来源
“Montreux”一名来源于人名，该名称最初于公元12世纪时以“Musterol”的形式被记载，后者为历史上该地的一名领主。
“堡”这一后缀自1801年起成为当地官方名称的一部分。

## 历史

一战期间的蒙特勒堡地区绘图

根据当地官方网站的论述，蒙特勒堡始建于公元13世纪，并曾在1260年10月拉谢斯迪约修道院的一篇文献中被提及。中世纪末，蒙特勒堡被扩建成为一座两层楼高的堡垒，并有地下室。一座横跨圣尼古拉河的桥梁亦曾出现。18世纪时，随着当地领主赖纳赫-蒙特勒的玛丽-克莱尔（Marie Claire de Reinach-Montreux）与赖纳赫-富斯马涅的弗朗索瓦（François de Reinach-Foussemagne）联姻，蒙特勒堡逐渐被废弃。法国大革命后，蒙特勒堡成为上莱茵省的一个市镇。19世纪中期，途径蒙特勒堡的巴黎－米卢斯铁路全线建成。普法战争后，蒙特勒堡所在的阿尔萨斯-洛林地区被普鲁士军队占领，但蒙特勒堡所处的贝尔福区通过顽强抵抗，最终未被普鲁士兼并，独立成为法国的一个省份，这一行政区划在一战结束后得以保留。

## 地理

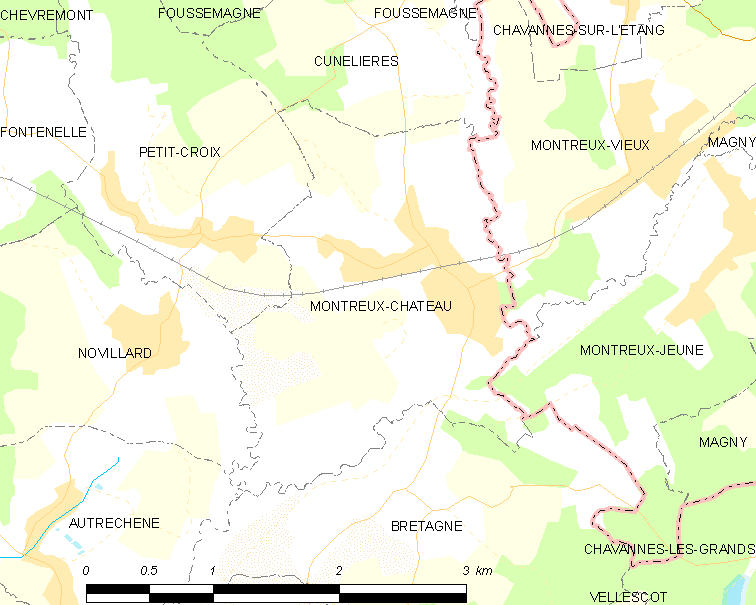
蒙特勒堡市镇范围地图

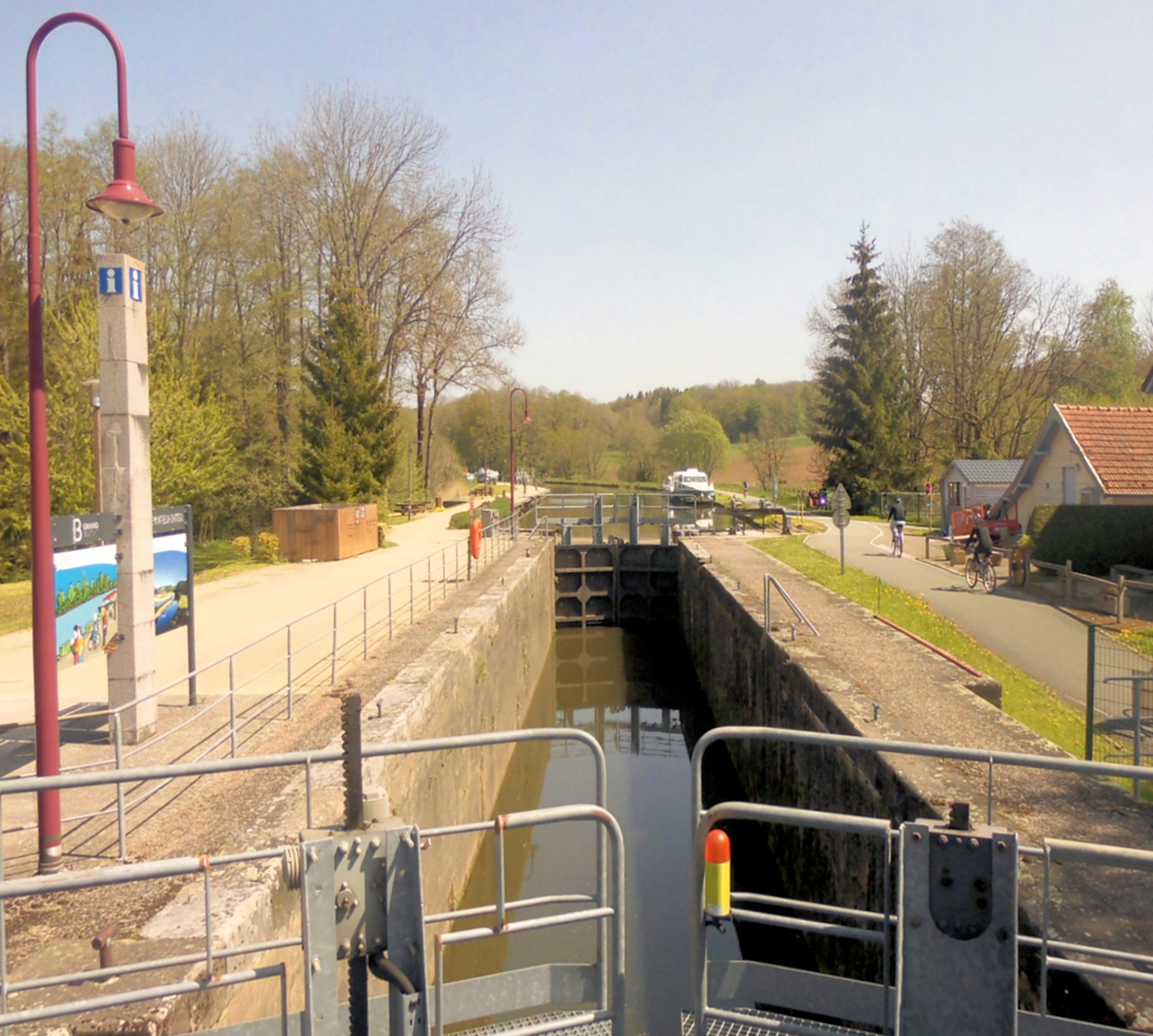
运河水闸

蒙特勒堡位于法国东北部，勃艮第-弗朗什-孔泰大区东北部和贝尔福地区省东部，距离省会贝尔福大约14公里。与蒙特勒堡接壤的市镇包括：屈讷利耶尔、新蒙特勒、旧蒙特勒、布列塔尼、诺维拉尔、珀蒂克鲁瓦、欧特勒谢讷。

### 地形
蒙特勒堡位于孚日山南段的山前地带，境内以平原为主，市镇中心地势较为平坦，全境海拔在336到366米之间。

### 水文
蒙特勒堡位于罗讷河流域，圣尼古拉河自北向西南流经境内，人工开凿的罗讷河—莱茵河运河则经过市镇范围南部。

### 植被
蒙特勒堡属于温带阔叶混交林区，林地散落分布于河流附近及市镇范围内的多个区域。
在鲜花城市的评比中，蒙特勒堡被评为3星级鲜花城市。

### 气候
蒙特勒堡在柯本气候分类法中属于带有大陆性特征的温带海洋性气候，因其海拔较高且距离海岸线相对较远，当地冬季常受大陆气流影响，气温低于同气候带的沿海地区。
距离蒙特勒堡最近的常年气象站为贝尔福-方丹气象站，以下为该气象站的数据（其中日照数据取自米卢斯-巴塞尔气象站）：
| 方丹 1981年－2019年 | 方丹 1981年－2019年 | 方丹 1981年－2019年 | 方丹 1981年－2019年 | 方丹 1981年－2019年 | 方丹 1981年－2019年 | 方丹 1981年－2019年 | 方丹 1981年－2019年 | 方丹 1981年－2019年 | 方丹 1981年－2019年 | 方丹 1981年－2019年 | 方丹 1981年－2019年 | 方丹 1981年－2019年 | 方丹 1981年－2019年 |
| 月份                | 1月                 | 2月                 | 3月                 | 4月                 | 5月                 | 6月                 | 7月                 | 8月                 | 9月                 | 10月                | 11月                | 12月                | 全年                |
| ------------------- | ------------------- | ------------------- | ------------------- | ------------------- | ------------------- | ------------------- | ------------------- | ------------------- | ------------------- | ------------------- | ------------------- | ------------------- | ------------------- |
| 历史最高温 °C（°F） | 16.9 (62.4)         | 19.9 (67.8)         | 34.7 (94.5)         | 27.7 (81.9)         | 32.1 (89.8)         | 34.7 (94.5)         | 38.1 (100.6)        | 37.8 (100.0)        | 30.7 (87.3)         | 27 (81)             | 23.1 (73.6)         | 16.8 (62.2)         | 38.1 (100.6)        |
| 平均高温 °C（°F）   | 3.6 (38.5)          | 5.2 (41.4)          | 10.0 (50.0)         | 14.1 (57.4)         | 18.4 (65.1)         | 22.0 (71.6)         | 24.4 (75.9)         | 23.7 (74.7)         | 20.1 (68.2)         | 14.6 (58.3)         | 7.9 (46.2)          | 4.2 (39.6)          | 14.0 (57.2)         |
| 日均气温 °C（°F）   | 1.1 (34.0)          | 2.1 (35.8)          | 6.0 (42.8)          | 9.5 (49.1)          | 13.6 (56.5)         | 17.0 (62.6)         | 19.2 (66.6)         | 18.6 (65.5)         | 15.4 (59.7)         | 10.9 (51.6)         | 5.2 (41.4)          | 1.9 (35.4)          | 10.0 (50.1)         |
| 平均低温 °C（°F）   | −1.3 (29.7)         | −1.1 (30.0)         | 2.1 (35.8)          | 4.7 (40.5)          | 8.7 (47.7)          | 11.8 (53.2)         | 13.9 (57.0)         | 13.5 (56.3)         | 10.7 (51.3)         | 7.1 (44.8)          | 2.4 (36.3)          | −0.3 (31.5)         | 6.0 (42.8)          |
| 历史最低温 °C（°F） | −20.6 (−5.1)        | −16.1 (3.0)         | −13.3 (8.1)         | −6.1 (21.0)         | −3 (27)             | 1 (34)              | 6 (43)              | 1 (34)              | −5.3 (22.5)         | −11 (12)            | −9.5 (14.9)         | −15.5 (4.1)         | −20.6 (−5.1)        |
| 平均降水量 mm（）   | 88.8 (3.50)         | 62.1 (2.44)         | 75.5 (2.97)         | 52.7 (2.07)         | 89.2 (3.51)         | 68.4 (2.69)         | 54.7 (2.15)         | 77.1 (3.04)         | 78.5 (3.09)         | 91.5 (3.60)         | 70.8 (2.79)         | 89.9 (3.54)         | 899.2 (35.39)       |
| 月均日照時數        | 74                  | 94.1                | 138.1               | 176.1               | 200.1               | 226                 | 241.3               | 227.7               | 164.3               | 118.5               | 67.8                | 55.1                | 1,783.1             |
| 来源：infoclimat.fr |                     |                     |                     |                     |                     |                     |                     |                     |                     |                     |                     |                     |                     |

## 行政区划
蒙特勒堡是法国勃艮第-弗朗什-孔泰大区贝尔福地区省的一个市镇，编号为90071。蒙特勒堡隶属于贝尔福区、贝尔福地区省第一选区以及格朗维拉尔县，同时也是大贝尔福城市圈公共社区的组成部分。
法国国家统计与经济研究所（简称）在进行数据统计时，未将蒙特勒堡划入任何城市核心区（）内，并将包括蒙特勒堡在内的周边共91个市镇划为贝尔福城市区。自2020年起，贝尔福城市区被包含91个市镇的贝尔福城市辐射区代替。此外，还将蒙特勒堡市镇整体看作一个“块区”（IRIS），以便于统计人口分布情况。

## 交通

### 公路
贝尔福地区省省道D11线和D34线在蒙特勒堡境内交汇。
| 13 | 12 |

| 贝尔福 | 14 |

| 代勒 | 13 |

| 阿尔特基什 | 22 |

2018年，81.4%的蒙特勒堡家庭拥有至少一辆私人汽车。2019年，蒙特勒堡境内共发生各类交通事故2起，造成2人受伤。

### 铁路

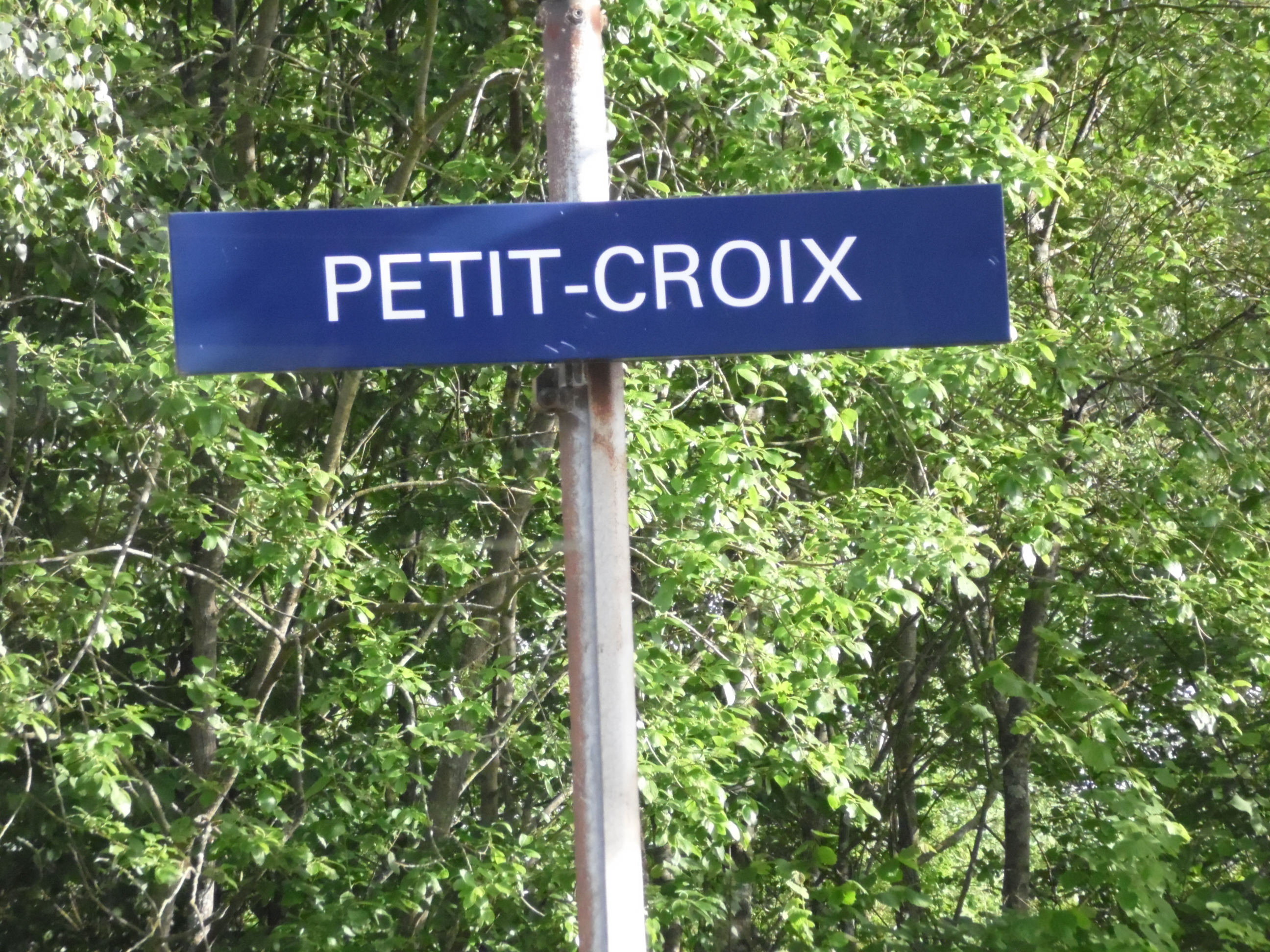
珀蒂克鲁瓦火车站的站牌

蒙特勒堡位于巴黎－米卢斯铁路上。珀蒂克鲁瓦站位于市区中北部，停靠往返于贝尔福和米卢斯一线的区域列车。

### 航空
距离蒙特勒堡最近的民用航空站为巴塞尔-米卢斯-弗赖堡欧洲机场，距离蒙特勒堡市中心的公路里程约51公里。

### 城市公共交通
贝尔福城市公共交通（商业名称为）是当地的城市公共交通系统。截至2022年5月，该系统共包括数十条公交线路，其中公交34路和92路经过蒙特勒堡市区。

## 政治

### 市政内阁

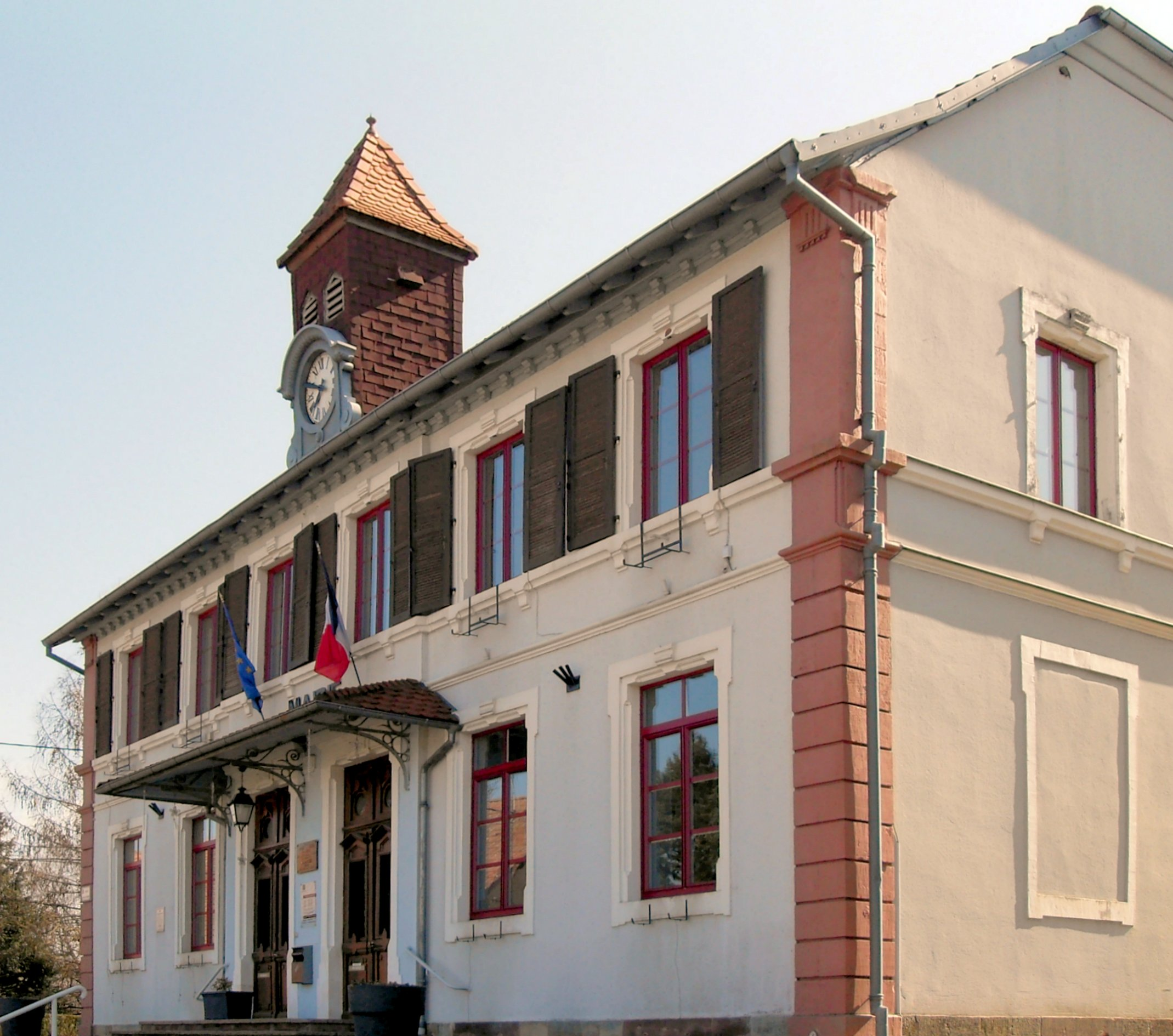
蒙特勒堡市政厅

蒙特勒堡的现任市长为菲利普·克雷潘先生（Philippe CRÉPIN），他是一名无党派人士，在2020年的市政选举中获得了100.00%的支持率（无其他候选人）。
| 蒙特勒堡历届市长 | 蒙特勒堡历届市长                | 蒙特勒堡历届市长  |
| 任期             | 市长                            | 党派              |
| ---------------- | ------------------------------- | ----------------- |
| 1945年－1955年   | Georges HELMINGER 乔治·埃尔明格 | 不详              |
| 1955年－1971年   | Georges MERCELAT 乔治·梅尔瑟拉  | 不详              |
| 1971年－1983年   | Joseph TANGUY 约瑟夫·唐吉       | 不详              |
| 1983年－1999年   | André RICHARD 安德烈·里夏尔     | 不详              |
| 1999年－2001年   | Guy EDUS 居伊·埃杜斯            | 不详              |
| 2001年－2008年   | Serge BOHLINGER 塞尔日·博林格   | 無黨籍            |
| 2008年－2020年   | Laurent CONRAD 洛朗·康拉德      | DVG左翼无党派人士 |
| 2020年－         | Philippe CRÉPIN 菲利普·克雷潘   | 無黨籍            |

### 各级选举
| 蒙特勒堡历届投票选举结果 | 蒙特勒堡历届投票选举结果 | 蒙特勒堡历届投票选举结果 | 蒙特勒堡历届投票选举结果 | 蒙特勒堡历届投票选举结果      | 蒙特勒堡历届投票选举结果 | 蒙特勒堡历届投票选举结果 | 蒙特勒堡历届投票选举结果      | 蒙特勒堡历届投票选举结果 | 蒙特勒堡历届投票选举结果 |
| 选举项目                 | 选举范围                 | 选区单位                 | 选举结果                 | 选举结果                      | 选举结果                 | 选举结果                 | 选举结果                      | 选举结果                 | 参考资料                 |
| 选举项目                 | 选举范围                 | 选区单位                 | 第一轮胜出者             | 第一轮胜出者                  | 支持率                   | 第二轮胜出者             | 第二轮胜出者                  | 支持率                   | 参考资料                 |
| ------------------------ | ------------------------ | ------------------------ | ------------------------ | ----------------------------- | ------------------------ | ------------------------ | ----------------------------- | ------------------------ | ------------------------ |
| 2017年法國總統選舉       | 法國                     | 市镇                     |                          | 玛丽娜·勒庞                   | 33.81%                   |                          | 埃马纽埃尔·马克龙             | 50%                      | [ 18 ]                   |
| 2017年法国立法选举       | 贝尔福地区省第一选区     | 市镇                     |                          | 克里斯托夫·格鲁德勒           | 32.12%                   |                          | 克里斯托夫·格鲁德勒           | 51.57%                   | [ 18 ]                   |
| 2019年欧洲议会选举       | 法國                     | 市镇                     |                          | 若尔丹·巴尔代拉               | 33.58%                   | （不适用）               | （不适用）                    | （不适用）               | [ 20 ]                   |
| 2021年法国省级选举       | 贝尔福地区省             | 县                       |                          | 伊萨贝尔·穆然 克里斯蒂安·拉约 | 48.33%                   |                          | 伊萨贝尔·穆然 克里斯蒂安·拉约 | 60.96%                   | [ 21 ]                   |
| 2021年法国省级选举       | 贝尔福地区省             | 市镇                     |                          | 伊萨贝尔·穆然 克里斯蒂安·拉约 | 40.66%                   |                          | 伊萨贝尔·穆然 克里斯蒂安·拉约 | 56%                      | [ 21 ]                   |
| 2021年法国大区选举       |                          | 市镇                     |                          | 朱利安·奥杜尔                 | 31.25%                   |                          | 玛丽-吉特·迪费                | 37.97%                   | [ 22 ]                   |
| 2022年法国总统选举       | 法國                     | 市镇                     |                          | 玛丽娜·勒庞                   | 31.52%                   |                          | 玛丽娜·勒庞                   | 55.5%                    | [ 18 ]                   |

## 人口
2018年，蒙特勒堡市镇人口数量为1,178，在法国排名第8,592位。其中男性582人，女性596人，75岁及以上人口占8.1%，外籍人口数量为223人，人口密度为253人/平方公里，当地居民被称为（男性）或（女性）。2019年，蒙特勒堡境内出生12人，死亡人口4人。
| 蒙特勒堡1901年－2019年人口变化情况 |
|                                    |
| 数据来源：Cassini、INSEE           |

## 经济
截止2022年5月，蒙特勒堡市镇范围内共有各类用人单位（包含自雇）174家，平均历史为17年，均为中小型企业（PME），2022年3月至5月间，当地的经济活力指数为0.57%。（工业机械）、（农业产品销售）及（汽修）是当地2020年营业额最高的三个企业，分别为290,546欧元、265,107欧元和172,410欧元。

## 财政与居民收入
2020年，蒙特勒堡的财政收入总额为985,280欧元，财政支出总额为898,610欧元，当年的债务总额为601,950欧元。2021年，蒙特勒堡共获得91,829欧元的国家财政补助，比上一年减少了3.6%。
2020年，蒙特勒堡的家庭平均月收入总额为2,572欧元，高于法国平均水平（2,303欧元）。
2018年，蒙特勒堡境内的青壮年（15至64岁）失业率为8.2%，当地57.6%的家庭拥有纳税资格，平均纳税3,482欧元，低于法国平均水平（3,910欧元）。

## 社会事务

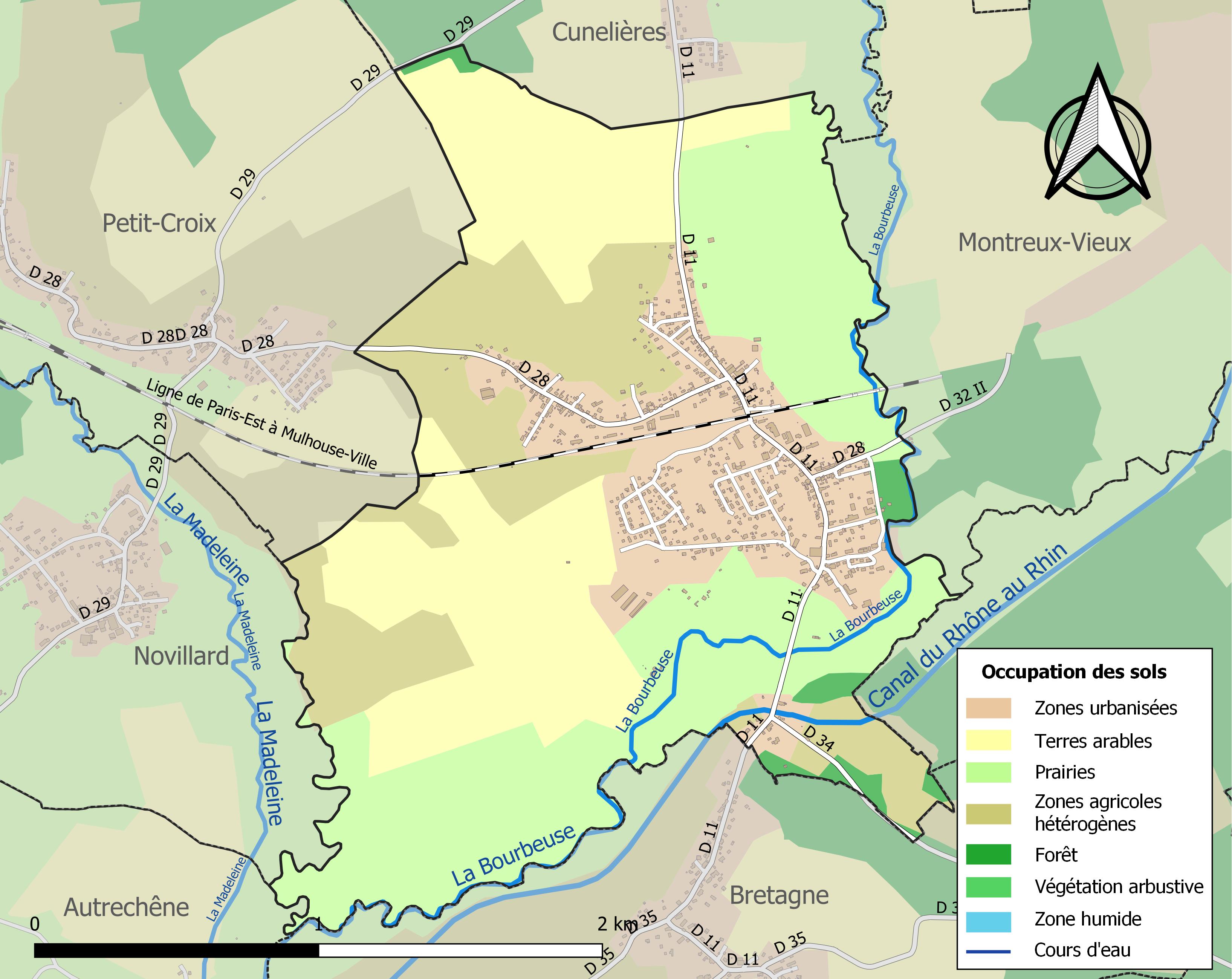
蒙特勒堡土地利用情况地图

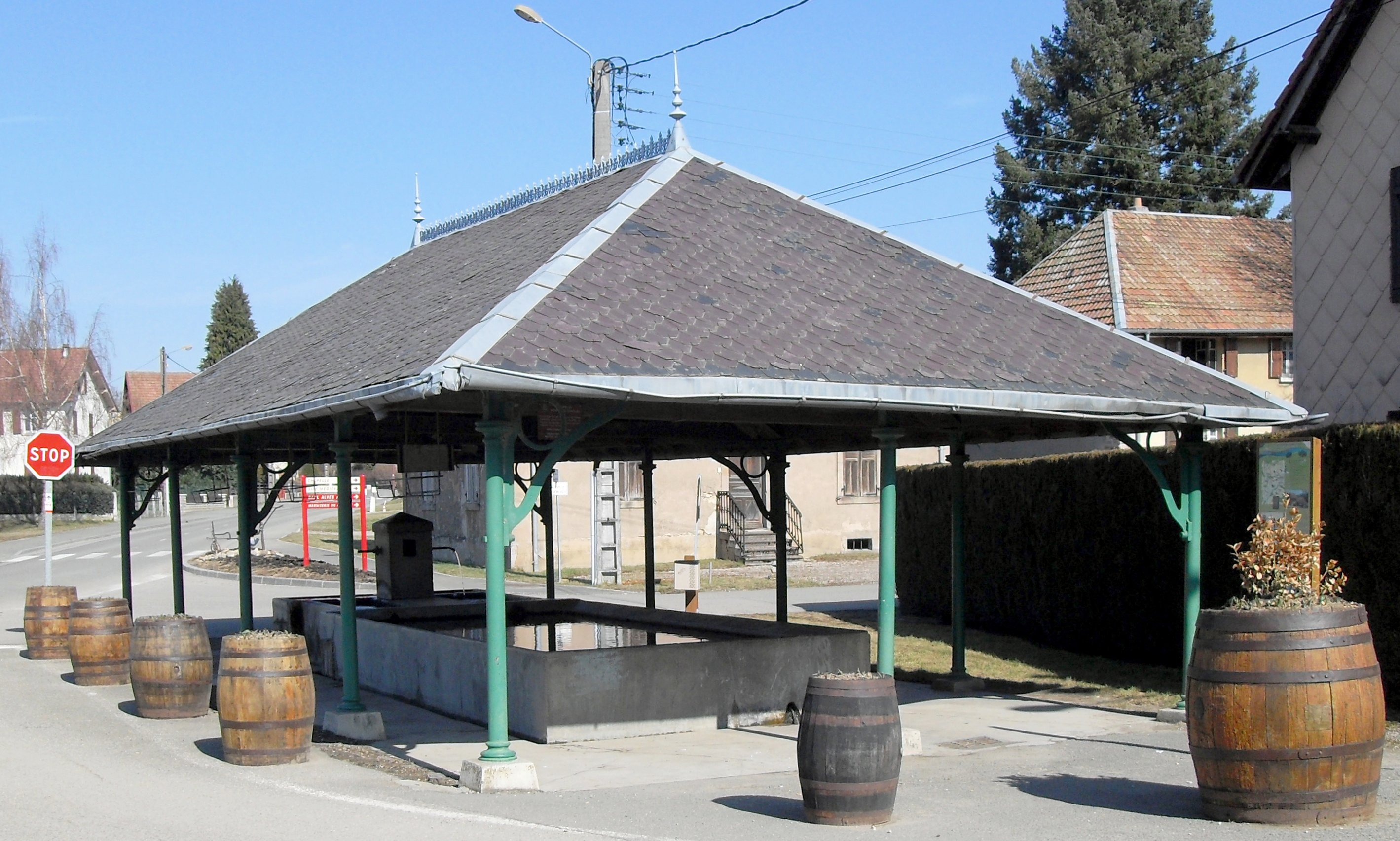
蒙特勒堡镇中心的一处传统洗台

### 教育
蒙特勒堡属于贝桑松学区。截止2020年1月1日，蒙特勒堡境内共有1所幼儿园、1所小学和1所初级中学。2018至2019学年度，蒙特勒堡境内共有在校中等教育阶段学生378名。

### 医疗
截止2020年1月1日，蒙特勒堡境内共有全科医生3名、保健师3名和护士7名。境内共有药房1家。
距离蒙特勒堡最近的区域性医疗机构为北弗朗什-孔泰医院（Hôpital Nord Franche-Comté），其主病区位于特雷沃南境内，距离蒙特勒堡市区的正常车程约22分钟，该院设有床位817个，是当地规模最大的公立综合性医院。

### 住房
2018年，蒙特勒堡境内共有各类住房591套，其中64.6%为独立式居民区，34.9%为集中式居民区。常住房屋占蒙特勒堡市镇范围内居民建筑总量的88.2%。
在住房保障政策方面，2020年，蒙特勒堡境内共有58户家庭获得了住房经济补助，受益人数占总人口数量的4.9%，其中44份为房租补助。

### 商业
2019年，蒙特勒堡境内共有各类实体商铺26家，其中餐厅3家、大型超市1家、面包房1家、美容美发店2家、汽车维修店4家。镇中心有一家Colruyt综合商场。

### 体育
2020年，蒙特勒堡境内共有1间体育馆、1处网球场以及2处足球或橄榄球场。
截至2022年5月，蒙特勒堡足球俱乐部（FC Montreux-Château，编号506611）是当地唯一的注册足球俱乐部，其主队2021至2022赛季参加贝尔福地区省足球联赛（法国第九级别），其主场市政球场（Stade Municipal）位于市区东南部，省道D11线东侧。

### 环境
蒙特勒堡的环境事务由其所属的大贝尔福城市圈公共社区负责。2019年，蒙特勒堡境内暂无污染企业。

### 治安
2019年，蒙特勒堡市镇范围内有1处宪兵队。
蒙特勒堡所在地是贝尔福警区（zone police de Belfort）的管辖范围。2020年，该警区辖区内共101个市镇累计发生各类案件2,924起，其中盗窃类案件1,203起，经济类案件261起，毒品交易类案件372起。

## 文化
2020年，蒙特勒堡境内暂无任何文化设施。

### 建筑
蒙特勒堡境内有多处历史建筑，其中和平圣母教堂（Église Notre-Dame-de-la-Paix）是当地的地标性建筑物。

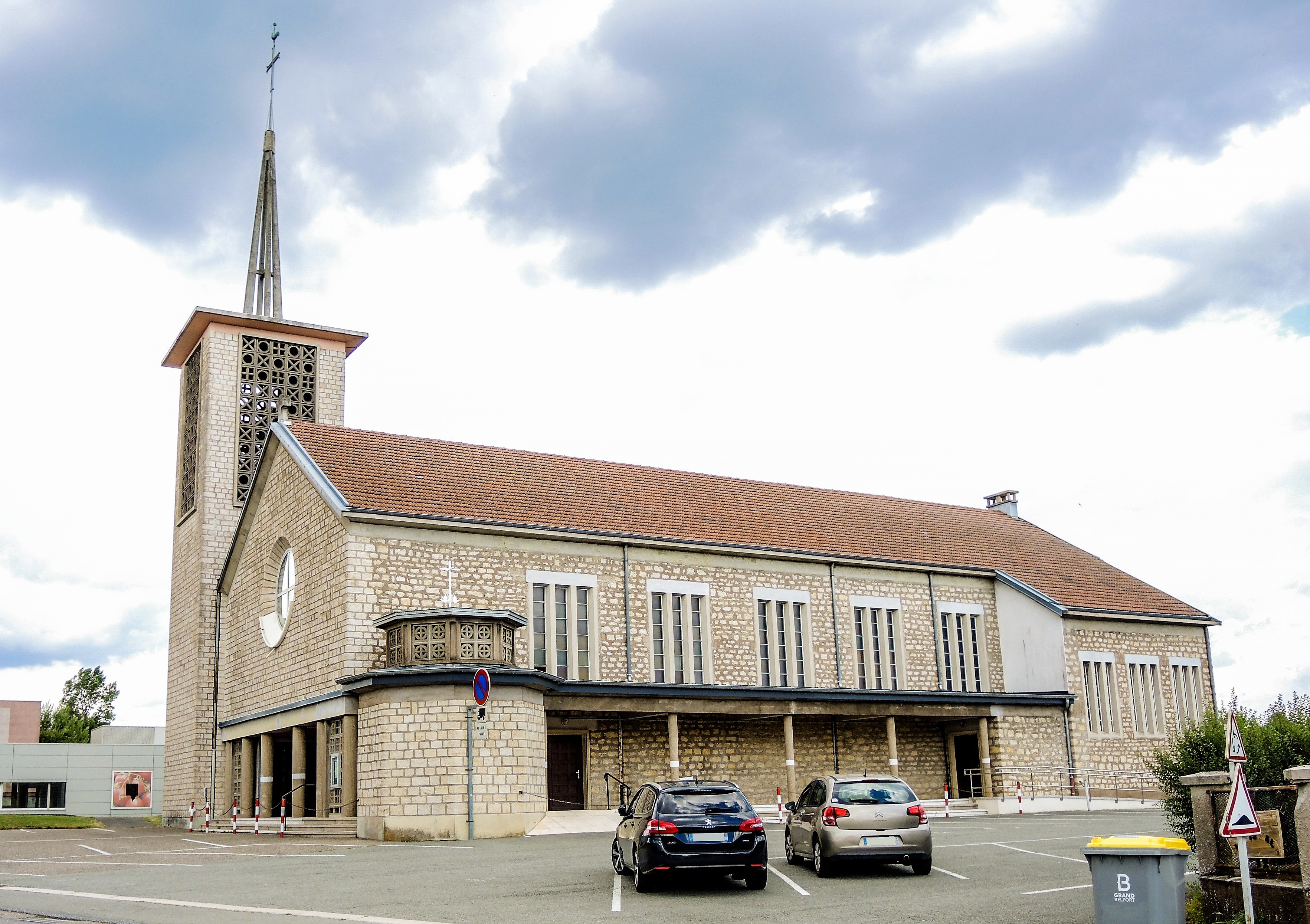
和平圣母教堂
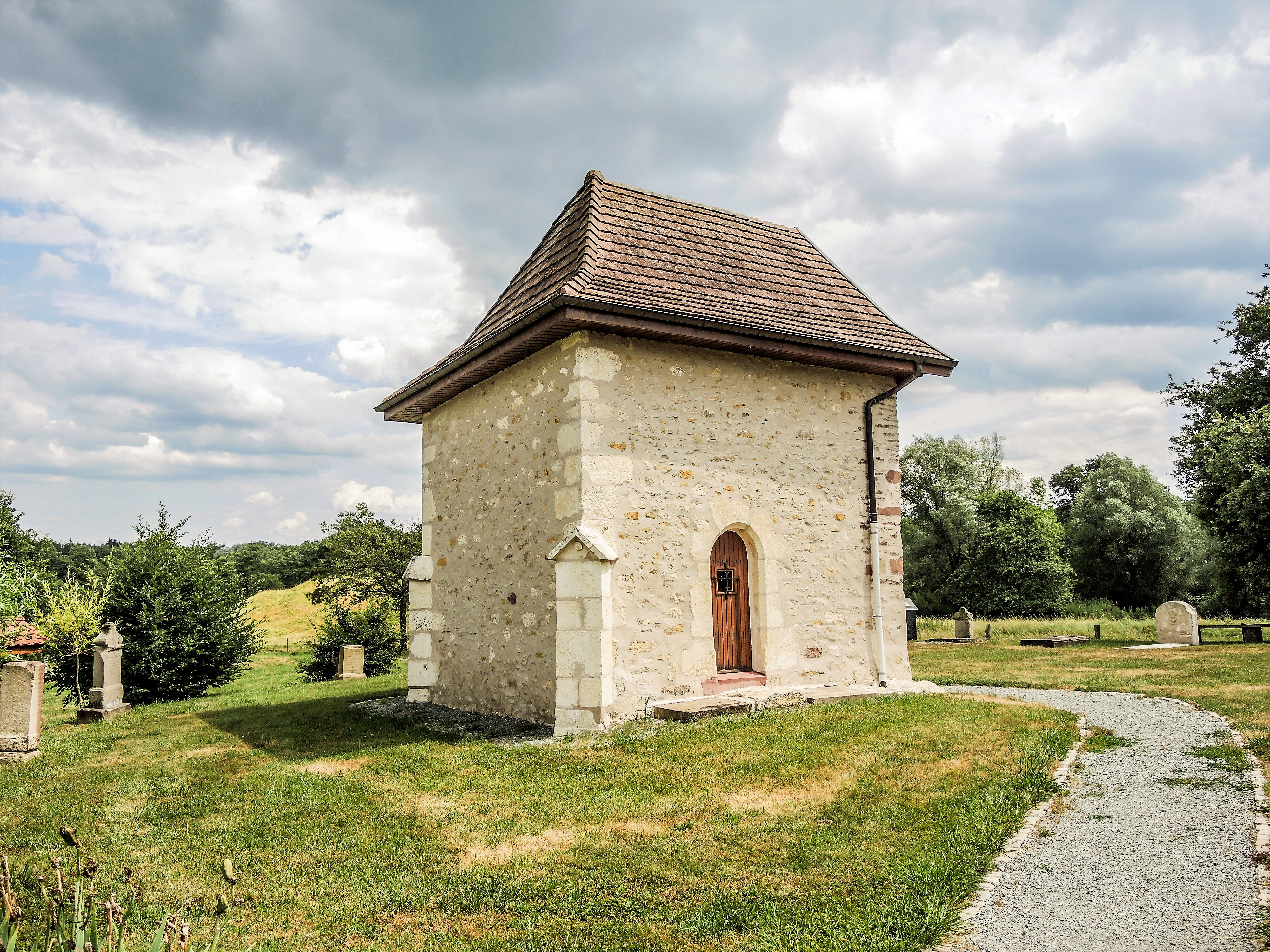
圣卡特琳小教堂
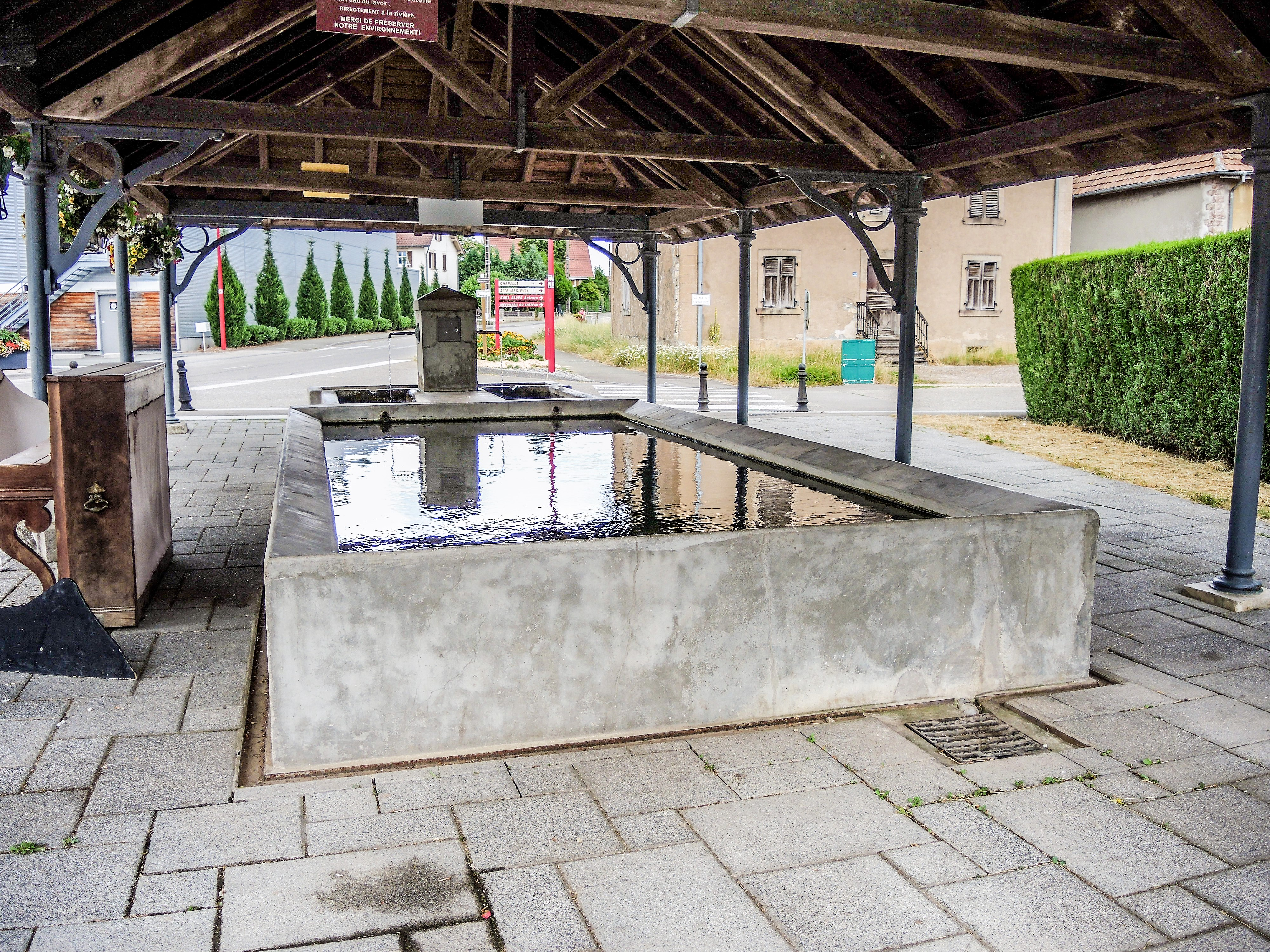
洗台
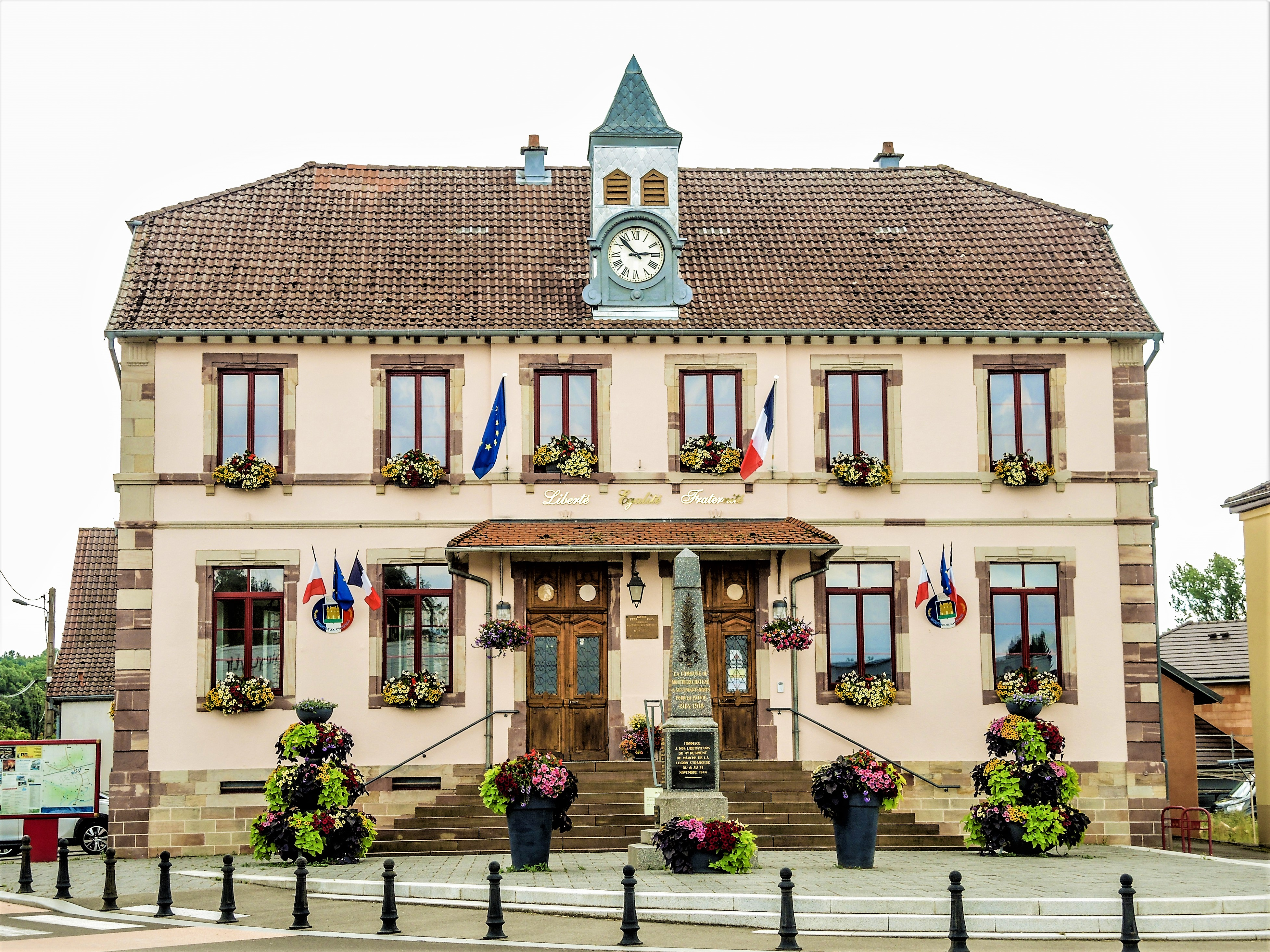
市政厅大楼
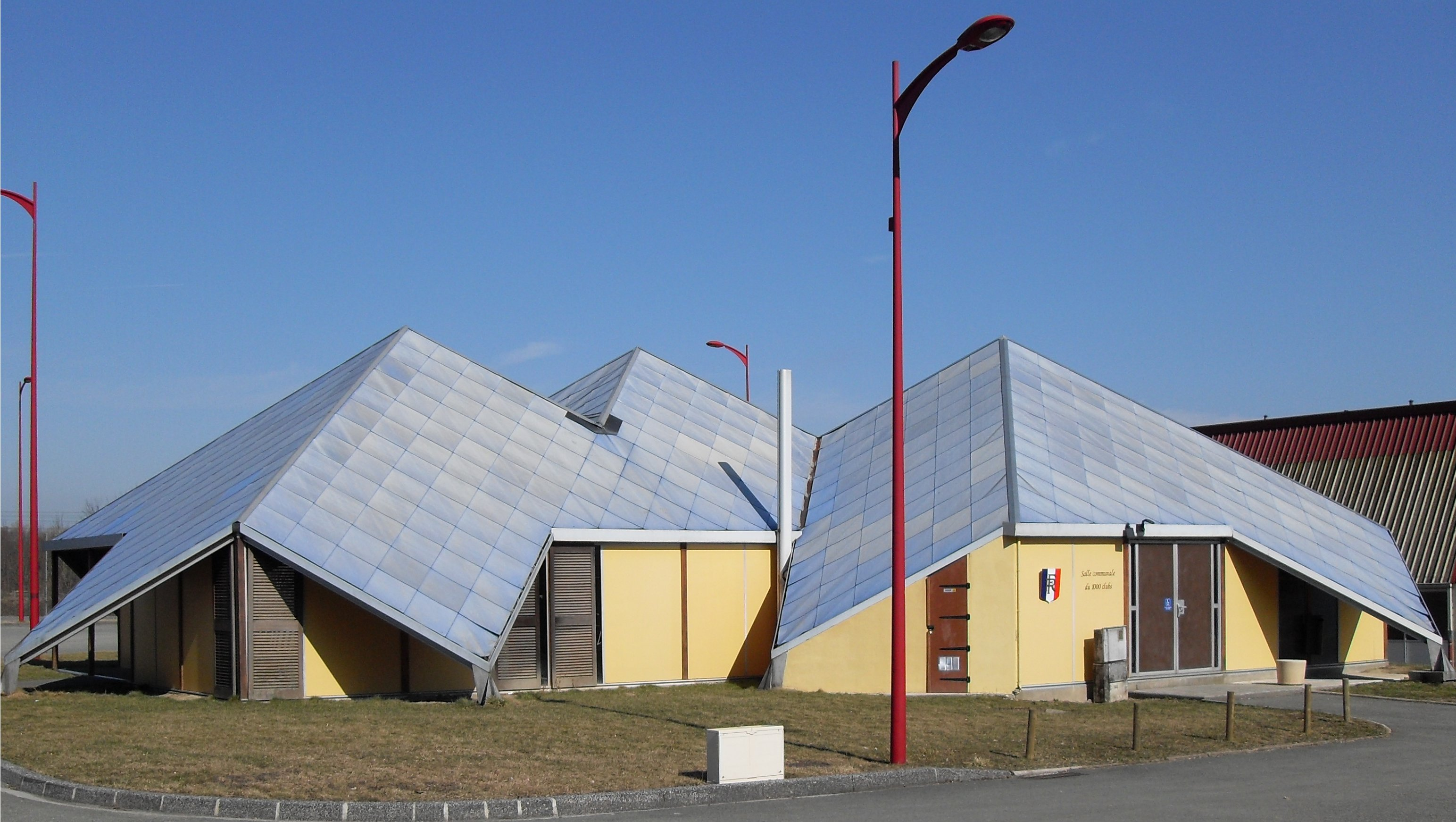
市镇活动中心
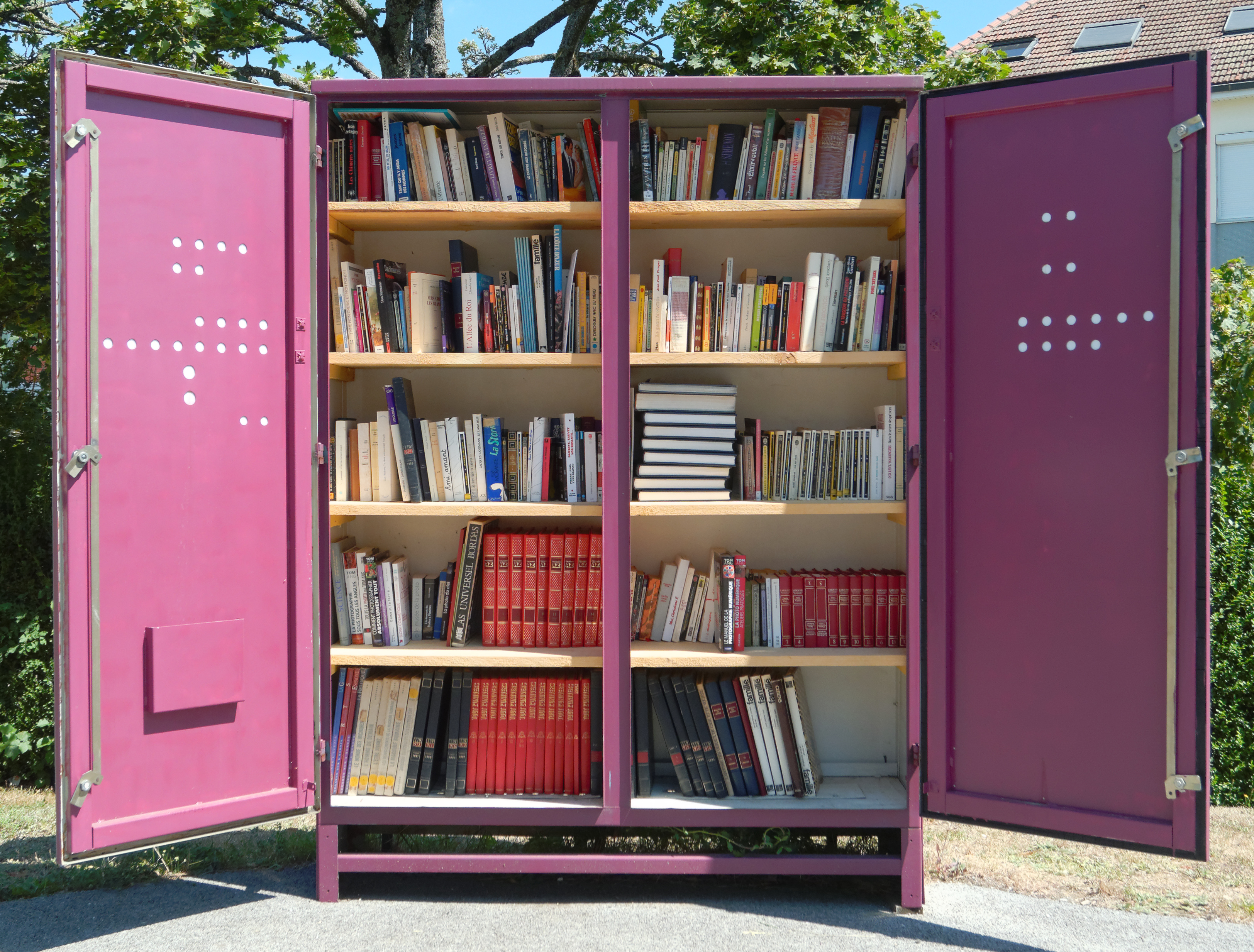
公共书柜

### 旅游
蒙特勒堡的旅游事务由其所属的大贝尔福城市圈公共社区负责。2021年，蒙特勒堡境内暂无任何游客接待设施。

### 媒体
法国主要的媒体均可在蒙特勒堡接收，法国电视三台下属的勃艮第-弗朗什-孔泰大区频道在部分时段播出蒙特勒堡所属区域的地方新闻。《东部共和国人报》是当地主要的地方媒体，总部位于南锡。

## 友好城市
截至2022年5月，蒙特勒堡暂未建立任何友好城市关系。